# Bioenergia com Captura e Armazenamento de Carbono

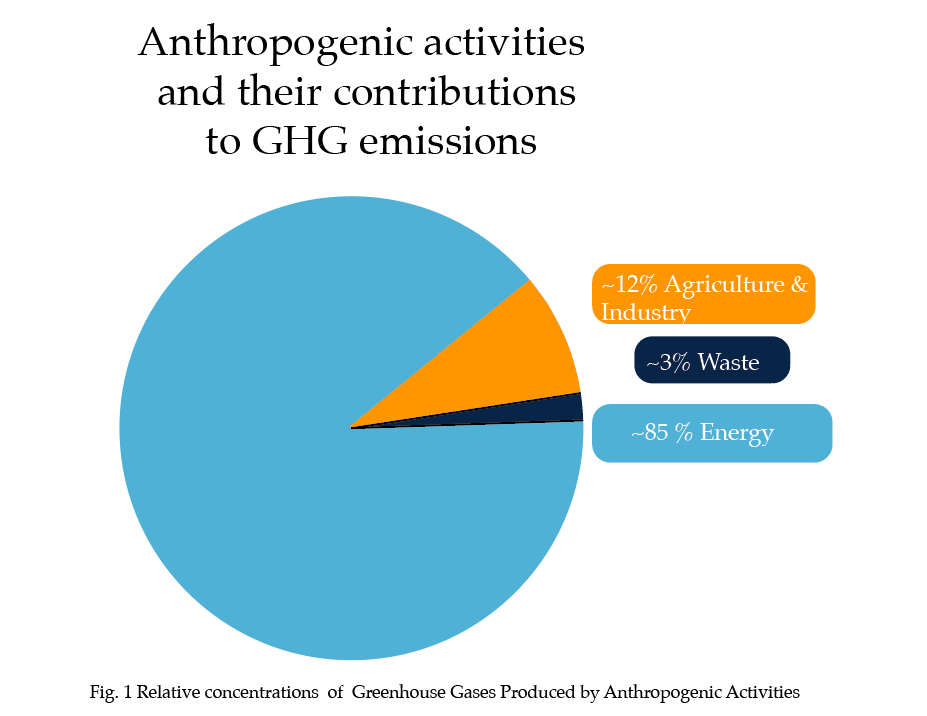
Emissões líquidas de gases do efeito estufa por ações antrópicas

Ciclo do carbono

A Bioenergia com captura e armazenamento de carbono (do inglês Bioenergy with carbon capture and storage, abreviado BECCS) um processo em larga escala que usa a energia da biomassa para a captura do carbono da atmosfera e armazenamento (Carbon Capture and Storage, CCS). O carbono é absorvido da atmosfera durante o processo da geração de energia e biocombustível (captura do carbono biogênico, Bio-CCS) por exemplo durante a produção de etanol da cana-de-açúcar, chamada de tecnologia de emissões negativas.

## Antecedentes
Em 2022, um relatório do Painel Intergovernamental sobre Mudanças Climáticas (abreviado em inglês IPCC) alertou que o planeta somente conseguirá manter o limite de 1,5 ºC no aumento da temperatura global (Acordo de Paris 2015) se as emissões de gases do efeito estufa reduzirem significativa até 2025, sendo necessário um esforço adicional na remoção do CO2 feito nos processos industriais com o auxílio dos sistemas BECCS e bioenergia.

## Captura de carbono
A captura de carbono é o processo de remoção de gás carbônico da atmosfera. Tal processo ocorre principalmente em oceanos, florestas e outros locais onde os organismos, por meio da fotossíntese, capturam o carbono e lançam oxigênio na atmosfera. É a captura e estocagem segura de gás carbônico (CO2) que evita sua emissão e permanência na atmosfera terrestre. O desmatamento é um forte "contraventor" do sequestro pois diminui o efeito deste quando elimina o número de seres fotossintetizantes.
As atividades humanas, como a queima de combustíveis fósseis e a utilização de calcário para a produção de cimento, bem como os diferentes usos da terra, associados ao desmatamento e queimada são as principais causas do rápido aumento dos níveis de dióxido de carbono (CO2) na atmosfera, contribuindo para o aquecimento global. No entanto, os maiores estoques de carbono não são encontrados na atmosfera, mas sim, no ecossistema marinho ou no ecossistema terrestre (oceanos + solo).

## Uso
Considerada uma forma de reduzir a emissão de CO2 dos combustíveis de petróleo nas empresas que produzem energia fóssil. De acordo com o professor da Unicamp Joaquim Seabra "A lógica é separar o CO2 que é produzido pela combustão de um combustível, e direcionar para alguma aplicação ou enterrá-lo, por exemplo, em algum reservatório"; ou seja, a ideia é recolocar o carbono onde ele estava estocado, embaixo da terra, evitando assim seu lançado na atmosfera.
Algumas vantagens de uso da biomassa é: este para crescer usa o carbono presente na atmosfera para realizar a fotossíntese; durante o processo de fermentação ocorre a fácil separação do CO2, e; a captura de carbono durante a fermentação é mais barato que a captura durante a combustão. De acordo com Joaquim Seabra "Na produção de etanol eu fermento o caldo da cana e, no processo de fermentação, eu tenho o CO2 como um coproduto. Ele sai junto com o etanol e praticamente puro. Então, não exige nenhum tipo de investimento sofisticado para separar e concentrar o CO2. Ele já está prontinho e pode ser direcionado para uma aplicação industrial ou ser direcionado de novo para debaixo da terra"
O custo líquido projetado de $48 por tonelada de CO2 mitigado é menor do que os custos estimados para absorção de captura de carbono pós-combustão da usina de carvão pulverizado usando MEA e sequestro geológico ($ 65/t-CO2), que é atualmente a mais profílica técnica de Captura e Sequestro de Carbono (ou CCS, do termo em inglês Carbon Capture and Sequestration). A projeção de custo do MECC também é menor do que o custo de muitas outras tecnologias CCS: os métodos de captura direta de CO2 no ar (cerca de $ 1000/t-CO2), a técnica de Bioenergia com Captura e Armazenamento de Carbono (BECCS) ($ 60–250/t-CO2), o método da dissolução eletrolítica abiótica de silicato ($ 86/t-CO2), e a captura de carbono da usina de carvão pulverizado por técnicas de absorção e de membrana ($ 70–270/t-CO2).

## Créditos de energia renovável
Os Certificados de Energia Renovável (REC) ou Garantias de Origem (GO) documentam e comprovam que um megawatt-hora de eletricidade foi gerado e fornecido à rede elétrica por meio do uso de recursos de energia renovável. Os RECs estão sendo utilizados em todo o mundo e estão se tornando mais comuns. O Reino Unido tem usado certificados de obrigação renovável desde 2002 para garantir a conformidade com a obrigação de renováveis do Reino Unido. Na União Europeia, as Garantias de Origem são usadas para descrever essa prática. A Austrália tem usado RECs desde 2001. Mais recentemente, a Índia estabeleceu um mercado de RECs.
No contexto da contabilidade de GEE, os RECs são frequentemente usados para ajustar as emissões estimadas do Escopo 2. Em um caso típico, uma empresa calcularia suas emissões do Escopo 2 usando seu consumo de eletricidade e um fator de emissões da rede elétrica. As empresas que compram RECs podem usá-los para reduzir os fatores médios de emissões incluídos em seus inventários. Isto permite que elas relatem emissões mais baixas, mesmo que seu consumo real de eletricidade permaneça o mesmo, já que o uso de um REC não significa necessariamente que energia renovável adicional tenha sido trazida para a rede. Essa falta de “adicionalidade” gerou críticas em relação ao uso de RECs na contabilidade de emissões do Escopo 2.

## Padrões de contabilidade de produtos
Os métodos de contabilidade para produtos fazem parte de um conjunto mais amplo de abordagens de avaliação do ciclo de vida que inclui as pegadas de carbono dos produtos. Eles se concentram na questão exclusiva da mudança climática. Podem ser usados tanto para um produto quanto para um serviço. Os padrões relacionados incluem ISO 14067, PAS 2050 e o padrão de produto do Protocolo de GEE.
O Protocolo de GEE para Produtos baseia-se na estrutura de requisitos das normas ISO 14040 e PAS 2050. É semelhante ao Escopo 3 do Protocolo de GEE, mas concentrado nos impactos do ciclo de vida/cadeia de valor de um produto específico. Aplicam-se os mesmos cinco princípios contábeis do Padrão Corporativo. As etapas incluem o estabelecimento de metas comerciais, a definição de limites de análise, o cálculo de resultados, a análise de incertezas e a elaboração de relatórios. É necessário que os limites dos produtos finais incluam o ciclo de vida completo do início ao fim.

A norma ISO 14067 baseia-se principalmente em outras normas ISO existentes para avaliação de ciclo de vida. As etapas incluem definição de objetivo e escopo, análise de inventário, avaliação de impacto, interpretação e relatório. Para a ISO 14067, os estágios do ciclo de vida que precisam ser estudados na avaliação são definidos por uma variedade de limites do sistema. Cradle-to-grave (do berço ao túmulo) inclui as emissões e remoções geradas durante todo o ciclo de vida do produto. Cradle-to-gate (do berço ao portão) abrange as emissões e remoções até o momento em que o produto deixa a organização. Gate-to-gate designa as emissões e remoções que surgem na cadeia de suprimentos.

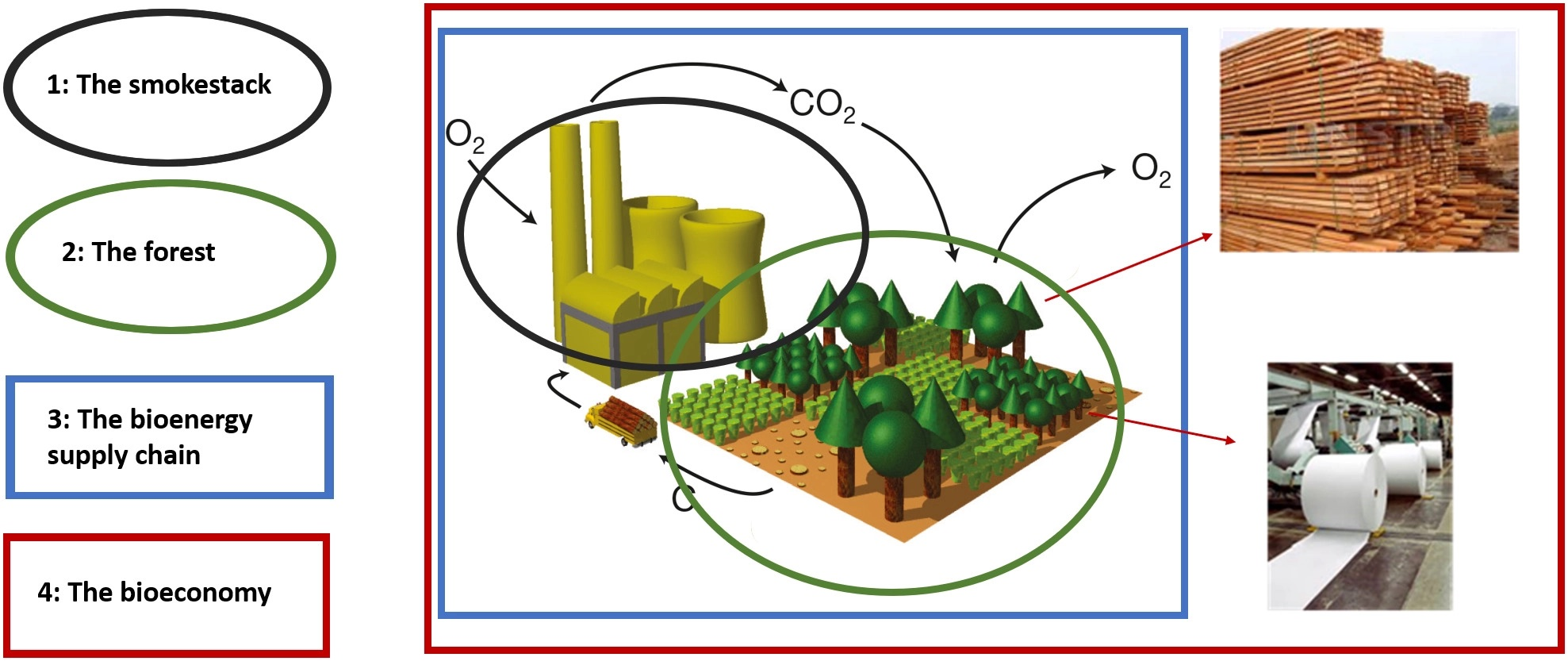
Exemplo de contabilidade de carbono: Limites do sistema de bioenergia para a contabilidade de carbono

A análise da pegada do produto pode fornecer informações sobre as contribuições de GEE em toda sua cadeia de valor. Em média, 45% das emissões totais da cadeia de valor surgem no início da cadeia de suprimentos, 23% durante as operações diretas da empresa e 32% no final da cadeia.

## No Brasil
O Brasil possui indústrias com alto potencial para a captura do carbono biogênico (Bio-CCS); industrias que produzem etanol da cana-de-açúcar e do milho que geram CO2 em alta pureza.
O Brasil tem como meta atingir um percentual de 18% da sua matriz energética através da bioenergia sustentável até o ano de 2030, com a proposta de que ocorra um replantio de 12 milhões de hectares de florestas.
A Política Nacional de Biocombustíveis (RenovaBio) no Brasil faz previsão de um bônus de até 20% sobre a Nota de Eficiência Energético-Ambiental, para quando houver comprovação de emissão negativa de gases de efeito estufa do biocombustível.